# Demonax reticulicollis
Demonax reticulicollis är en skalbaggsart som beskrevs av J. Linsley Gressitt 1940. Demonax reticulicollis ingår i släktet Demonax och familjen långhorningar. Inga underarter finns listade i Catalogue of Life.